# Lars Haldenberg
Lars Haldenberg (egentligen; Bernt Olof Lars Gustav Svensson), född 17 augusti 1941 i Johannes församling, Stockholm, död i december 2018 i Vantörs distrikt, Stockholm, var en svensk skådespelare och imitatör.
Haldenberg debuterade 1979 i rollen som Hans Öberg i Peter Halds och Lasse Åbergs Repmånad. Han hade senare en återkommande roll som Bärsen i Åberg-filmerna SOS – en segelsällskapsresa (1988), Den ofrivillige golfaren (1991) och The Stig-Helmer Story (2011). Han gjorde även rollen som Ingvar i TV-serien Mäklarna (2006).
Förutom skådespelare var Haldenberg också filatelist och vykortssamlare.

## Filmografi
- 1979 – Repmånad
- 1983 – Spanarna (TV-serie)
- 1986 – Anne-Marie alkoholist?
- 1988 – Jungfruresan
- 1988 – SOS – en segelsällskapsresa
- 1991 – Den ofrivillige golfaren
- 1992 – Kvällspressen (TV-serie)
- 1993 – Mannen på balkongen
- 1995 – Vita lögner
- 1997 – Beck – Mannen med ikonerna
- 1997 – Snoken (TV-serie)
- 1999 – Magnetisörens femte vinter
- 2001 – Rederiet (TV-serie)
- 2006 – Mäklarna (TV-serie)
- 2011 – The Stig-Helmer Story